# Чиллікоті (Іллінойс)
Чиллікоті (англ. Chillicothe) — місто (англ. city) в США, в окрузі Піорія штату Іллінойс. Населення — 6128 осіб (2020).

## Географія
Чиллікоті розташоване за координатами 40°54′58″ пн. ш. 89°30′9″ зх. д. / 40.91611° пн. ш. 89.50250° зх. д. (40.915994, -89.502628).  За даними Бюро перепису населення США в 2010 році місто мало площу 14,03 км², з яких 13,29 км² — суходіл та 0,74 км² — водойми.

## Демографія
Згідно з переписом 2010 року, у місті мешкало 6097 осіб у 2551 домогосподарстві у складі 1649 родин. Густота населення становила 435 осіб/км².  Було 2719 помешкань (194/км²).
Расовий склад населення:
| - 96,9 % — білих - 0,3 % — азіатів - 0,2 % — корінних американців - 0,2 % — чорних або афроамериканців - 0,1 % — вихідців з тихоокеанських островів - 1,2 % — осіб інших рас |

До двох чи більше рас належало 1,1 %. Частка іспаномовних становила 4,1 % від усіх жителів.
За віковим діапазоном населення розподілялося таким чином: 24,4 % — особи молодші 18 років, 58,8 % — особи у віці 18—64 років, 16,8 % — особи у віці 65 років та старші. Медіана віку мешканця становила 40,0 року. На 100 осіб жіночої статі у місті припадало 91,5 чоловіків;  на 100 жінок у віці від 18 років та старших — 87,8 чоловіків також старших 18 років.
Середній дохід на одне домашнє господарство  становив 57 933 долари США (медіана — 47 429), а середній дохід на одну сім'ю — 71 646 доларів (медіана — 58 471). Медіана доходів становила 45 625 доларів для чоловіків та 34 034 долари для жінок. За межею бідності перебувало 13,8 % осіб, у тому числі 22,3 % дітей у віці до 18 років та 2,6 % осіб у віці 65 років та старших.
Цивільне працевлаштоване населення становило 2955 осіб. Основні галузі зайнятості: освіта, охорона здоров'я та соціальна допомога — 20,3 %, виробництво — 16,6 %, будівництво — 10,2 %, роздрібна торгівля — 10,1 %.